# Pilar Bayés i de Luna
Pilar Bayés i de Luna   (Vic, 21 d'abril de 1941) és una reconeguda dibuixant i ninotaire catalana, més coneguda com a Pilarín Bayés. Ha publicat mil llibres. El seu estil és colorista, detallista i, fins i tot, desordenat i confús, tot i que mostra un clar domini de les profunditats i de la perspectiva.

## Biografia
Va estudiar a l'Escola de Belles Arts de Sant Jordi de Barcelona del 1959 al 1964. Els seus dibuixos es caracteritzen per un to infantívol i ingenu però alhora ple de gràcia i d'ironia, d'encuny molt personal. Un tret típic dels personatges que dibuixa és que tots tenen les galtes pintades de vermell.
Ha estat molt lligada a la revista Cavall Fort, en la qual ha col·laborat des del 1964, i ha il·lustrat també molts llibres de caràcter didàctic o narratiu, auques, cartells, etc., com El meu pardal (1964), de l'editorial La Galera, amb el suport de la pedagoga Marta Mata i Garriga. Si bé la seva producció va principalment dirigida a un públic infantil i juvenil, també ha publicat caricatures a periòdics (El Correo Catalán, Oriflama, El 9 Nou). El 1991 va rebre la Creu de Sant Jordi.
Molt vinculada a la vila de Tona (Osona), on de petita passava els estius, al balneari Ullastres, propietat de la família Bayés, el 2011 fou, conjuntament amb el seu germà, el cardiòleg Antoni Bayés i de Luna, nomenada filla adoptiva de Tona.
Pilarín ha compaginat la seva tasca com a mare de quatre fills (Maria, Martí, Margarida i Roger) amb la feina i amb el seu compromís social, polític i religiós. La il·lustradora va participar activament en el procés de recuperació de la llengua i la cultura catalanes, tan malmeses durant el franquisme, amb la seva feina. La seva trajectòria queda reflectida amb el llibre d'Editorial Mediterrània Pilarín, la força de la il·lusió, i Amb barret o sense, escrits per Maria Àngels Ferrer.
Va anar a les llistes de Junts per Catalunya per Barcelona en posicions de tancament a les eleccions al Parlament de Catalunya de 2017 i 2021, i a les eleccions al Congrés dels Diputats d'abril i novembre de 2019.
Provinent d'una família de metges, és besneta de Joaquim Vayreda i Vila, i també d'Antoni Bayés i Fuster.
El 2025 fou inclosa a la llista Forbes de les «100 dones més influents de Catalunya».

## Obra
Pilarín ha il·lustrat al voltant de set-cents llibres, traduïts a diverses llengües, i ha treballat en infinitat de formats: auques, cartells, murals grans, sense oblidar la seva faceta d'escultora.
Un moment important en la seva vida professional fou quan, a la dècada del 1960, va començar a treballar per a la revista Cavall Fort i per a l'editorial La Galera, tasca amb la qual va començar a transmetre l'amor per Catalunya als més petits. Altres editorials amb les quals ha col·laborat posteriorment són Narcea, la Gaya Ciència, Casals, Vicens Vives, Abadia de Montserrat, Toray, Claret, Eumo, Edibook, Ediciones Miquel Sánchez i Editorial Mediterrània. En aquesta última, durant les tres darreres dècades, ha il·lustrat els 285 números de la col·lecció Petites històries.
Malgrat que la major part de la seva producció s'ha adreçat al públic infantil i juvenil, la Pilarín també ha assajat la caricatura en publicacions periòdiques com ara El Correo Catalán, Oriflama o El 9 Nou.
Gran part dels seus dibuixos es troben conservats en diferents museus catalans, com el Museu Episcopal de Vic, la Biblioteca Museu Víctor Balaguer, el Museu d'Art Modern de Tarragona, el Museu Comarcal de Manresa i el Museu de la Pell d'Igualada i Comarcal de l'Anoia. Una part del seu fons personal es conserva a l'Arxiu Nacional de Catalunya. En concret es tracta de l'obra impresa entre la qual podem distingir cinc cartells i disset auques. De temàtica molt diversa (festivitats, commemoracions, aniversaris) d'institucions, empreses, personatges, pobles i ciutats o activitats com l'esport o el comerç, van ser donats a l'arxiu per la mateixa autora.
- ABCDari per a Adults (2016), amb lletra d'Òscar Dalmau.[15]
- L'auca de Vic,[16] text de Joan Sunyol, Ed. Martin Casanovas, 1979.
- Auca de Mn. Francesc Vicent Garcia,[17] text de Joan Vilamala i Terricabras.
- Auca dels Altres Catalans, text de Joan Vilamala, sobre el llibre Els altres catalans de Francesc Candel, 2010.

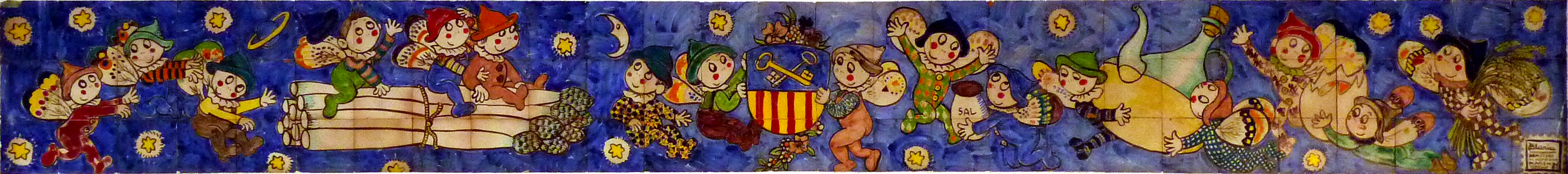
Obra de ceràmica pintada sobre el frontis de la porta de la Llar d'Infants Josep Pallach de Gavà (Baix Llobregat).
L'obra signada per Pilarín Bayés representa diverses figures del que podrien ser uns éssers amb ales de papallones que, sobre un fons estrellat, porten i interactuen amb alguns ingredients típics de la gastronomia catalana (espàrrecs, ous, sal i oli). Al centre l'escut de Gavà del que penja una garlanda de flors.

La seva obra ara també estarà disponible en forma d'aplicació mòbil, ja que l'editorial Alrevés ha publicat el sisè llibre de la col·lecció de contes de La gata Marga en aquest format.

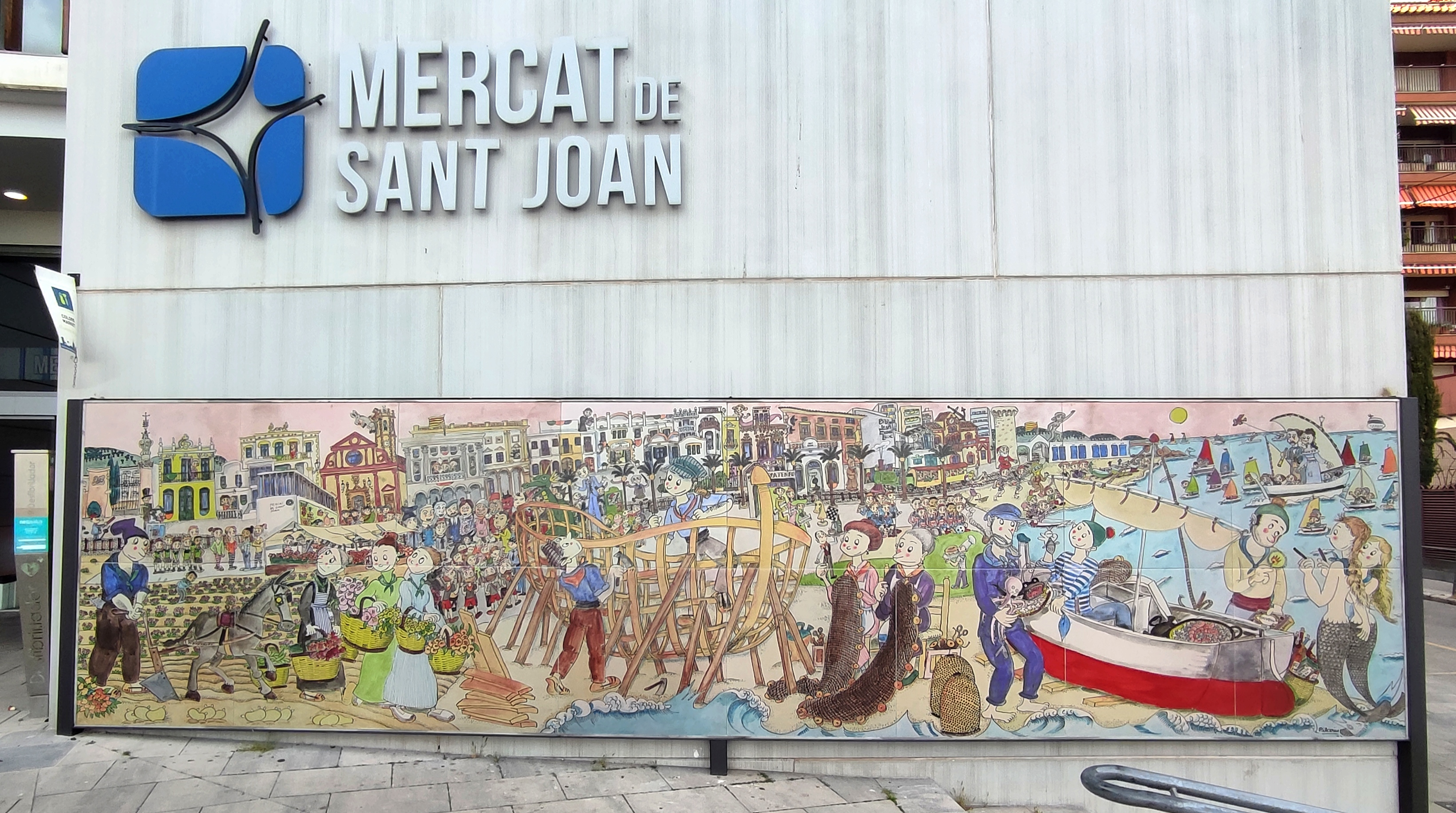
Mural a Vilassar de Mar.

El 2018 va començar a dissenyar una sèrie de murals porcellànics de grans dimensions, personalitzats per a cada municipi català, on hi recrea la vida, els monuments, les entitats culturals i socials i els personatges públics de cada municipi. El primer va ser un mural de 27 m² a Vic. A principis del 2023 ja n'havia instal·lat una quinzena, amb la intenció d'arribar al centenar, com ja va fer amb la iniciativa dels parcs infantils d’en Patufet feta l'any 2013.

### Tècnica i estil

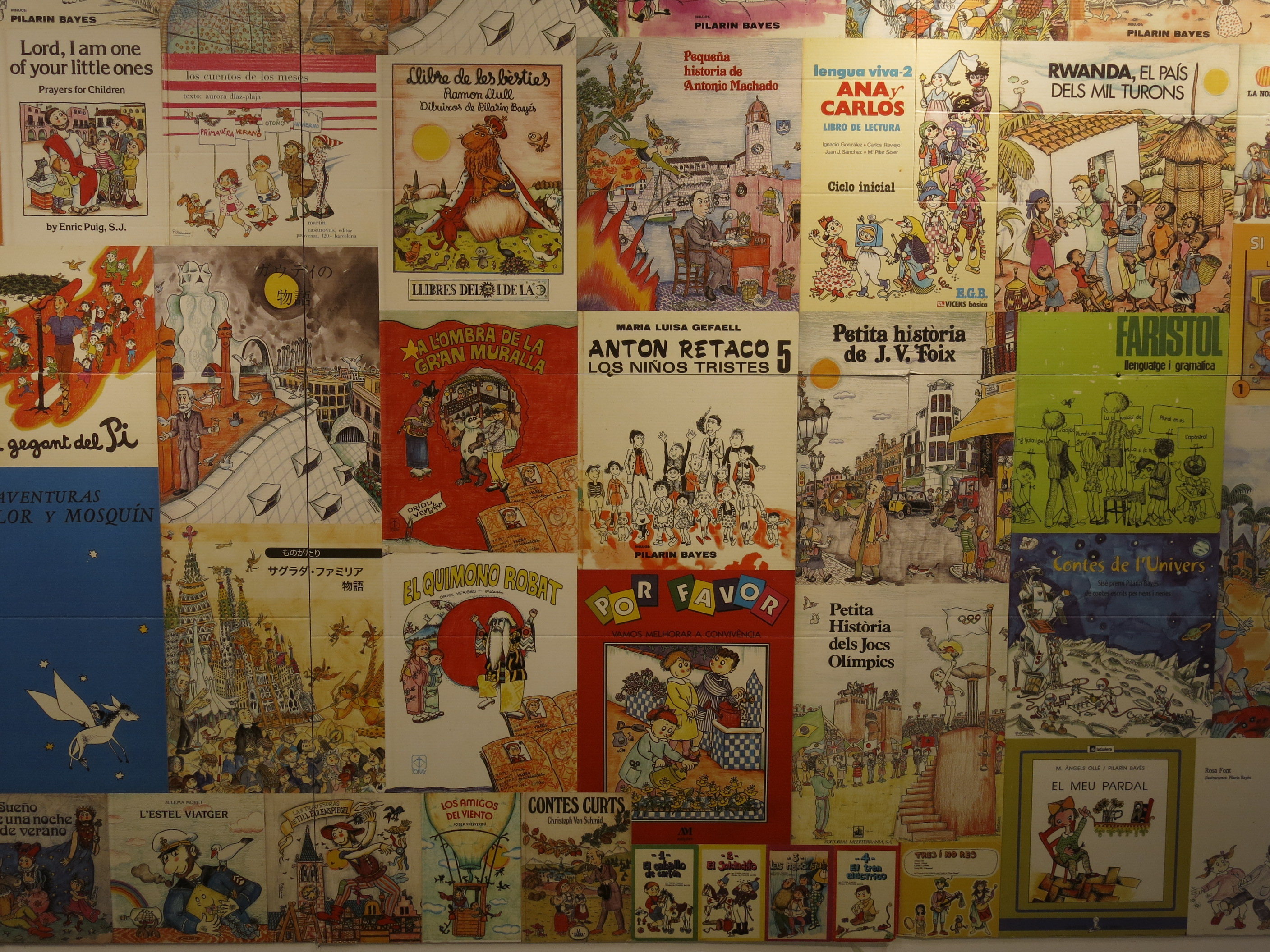
Portades de llibres il·lustrats per l'autora a l'exposició Benvinguts al circ de la Pilarín, Centre Cultural Terrassa.

A partir de la dècada del 1960 va començar a experimentar amb la tinta xinesa, que va suposar per a ella «un gran descobriment» i que es va convertir posteriorment en un dels elements recurrents de la seva obra i va esdevenir la base de la seva evolució com a artista. Amb el transcurs del temps i l'arribada de les criatures a casa, Bayés va anar abandonant l'ús de la tinta xinesa, excepte la negra, i incorporant a les seves obres els colors i les aquarel·les, que van ajudar a definir «un estil molt sòlid i reconeixible».
Durant la dècada del 1960, l'artista va estar formant-se i experimentant amb elements com els olis i les tintes, i el seu estil encara no estava definit. Arran de la seva experimentació tant tècnica com artística, Pilarín aviat va trobar-se còmoda emprant les tècniques mixtes que han marcat la seva trajectòria.
Segons Marga Sala, comissària de l'exposició Benvinguts al circ de la Pilarín, a la dècada del 1970, aquest estil era «ingenu, elegant i estilitzat». Pilarín consolida la seva tècnica mixta d'emprar tinta xinesa i ploma, que ofereixen un traç exacte, amb llapis de colors aquarel·lats, més imprecissos. A la dècada següent ja té el seu propi estil, que és «inqüestionable, molt net, clar, on la bellesa del conjunt il·lustra el text en els llibres», segons Sala. Va ser aleshores quan va començar a emprar quadricromies, que l'artista va considerar "una meravella" i que van suposar un gran canvi per a ella.
Durant els anys noranta, les seves composicions comencen a carregar-se de contingut, reemplaçant els espais en blanc per informació. Amb l'entrada al nou mil·lenni, els primers plans ja no tenen gaire cabuda en els seus dibuixos i Bayés arriba, segons Sala, «a la màxima complexitat compositiva sense deixar de ser amable i dolça a l'espectador». A partir de la dècada del 2010, l'artista retorna als seus orígens i recupera les seves anteriors tècniques pictòriques per, segons Sala, anar-se'n «cap al futur».

### Obres destacades
- s/d (finals s. XX) - Remullada popular (dibuix acolorit sobre paper), conservada a la Biblioteca Museu Víctor Balaguer.[12]
- 1973 - Història de Catalunya (tinta xinesa i llapis de colors sobre cartolina), amb Oriol Vergés; Col·lecció Llavor, Editorial Martín Casanovas.[3][22]
- c. 1983 - Carnestoltes (tinta sobre paper), conservada a la Biblioteca Museu Víctor Balaguer.[12]
- 1988 - Cal Boyer (llapis de colors sobre paper), conservada al Museu de la Pell d'Igualada i Comarcal de l'Anoia.[12]

## Exposicions

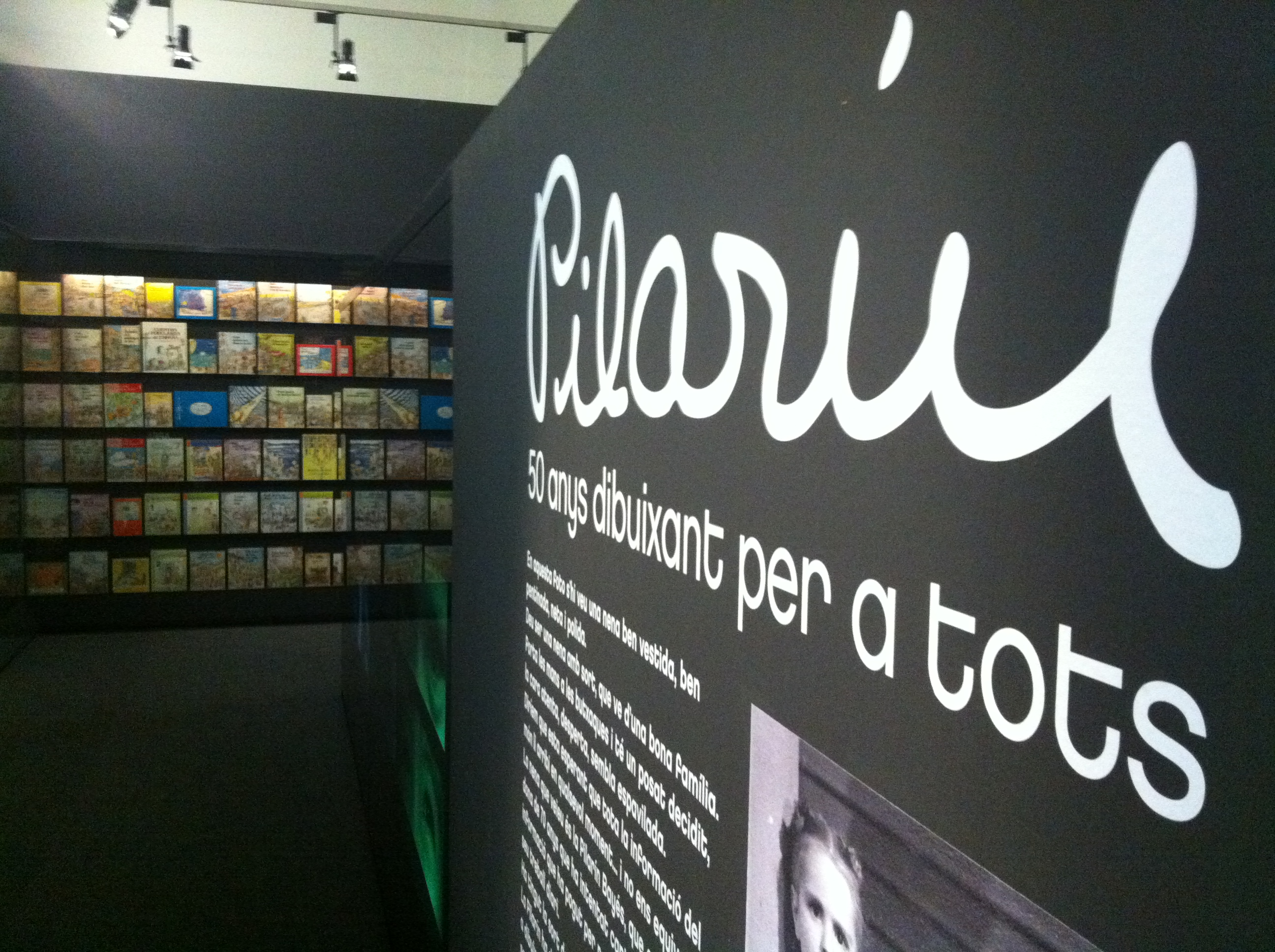
Exposició al Palau Robert.

El mes de setembre de 2011 es va inaugurar la mostra antològica Benvinguts al Circ de la Pilarín al Museu de l'Art de la Pell de Vic, un recorregut per la seva carrera professional, que des de llavors ha anat itinerant per diverses ciutats.
El mes d'abril de 2012 es va inaugurar l'exposició Pilarín, 50 anys dibuixant per a tots al Palau Robert de Barcelona.
L'any 2017, el Centre Cultural Terrassa va acollir la mostra antològica Benvinguts al circ de la Pilarín, amb il·lustracions de l'artista que anava des de la dècada del 1950 fins a l'actualitat.

## Premis i reconeixements
- Creu de Sant Jordi (1991)[27]
- Premi Crítica Serra d'Or de Literatura Infantil i Juvenil (1992)[27]
- Medalla d'Or de la Ciutat de Vic (2011)[28]
- Biblioteca Pilarin Bayés, biblioteca amb el seu nom inaugurada la tardor de 2022 a Vic.[29]